# 第88回東京優駿
第88回東京優駿（以下、日本ダービー）は、2021年5月30日に東京競馬場で施行された競馬の競走である。
優勝馬はシャフリヤール（鞍上、福永祐一）。

## 新型コロナウイルスによる影響
本レースは、新型コロナウイルス感染症 (COVID-19)の流行及び改正・新型インフルエンザ等対策特別措置法32条に基づいて日本国政府から発令された緊急事態宣言により、事前にインターネット予約で指定席券を購入した観客に入場を限定して開催される。日本ダービーの有観客開催は2年ぶりのことである。

## 出走馬の状況
共同通信杯を勝利し、皐月賞では3馬身差を付けて快勝した無傷で4連勝中のエフフォーリアをはじめ、同レース2着のタイトルホルダー、3着のステラヴェローチェらが出走を決めた。
また前年の阪神ジュベナイルフィリーズ、桜花賞と連続で2着となったサトノレイナスが、牝馬としては2014年のレッドリヴェール以来7年ぶりに日本ダービーへの出走を決めた。
その他、青葉賞を制したワンダフルタウン、毎日杯を芝1800mの日本レコードタイで優勝したシャフリヤール、タイム差なし2着のグレートマジシャンら皐月賞を回避した馬も名を連ねた。
前年のホープフルステークスを制し、2020年のJRA賞最優秀2歳牡馬を受賞するも皐月賞で15着に終わったダノンザキッドは、一時出走を決めるも5月20日に右橈骨粗面剥離骨折が判明し、回避することとなった。これにより出走頭数は17頭となり、ダービーが18頭立てとなった1992年以降で初めてのフルゲート割れとなった。

### トライアル競走の結果
第81回皐月賞 GI
- 中山・芝2000mで施行[4]。
- 5着以内に優先出走権が与えられる。

| 着順 | 競走馬名           | 性齢 | 騎手       | タイム | 着差 | ダービーへの出否 |
| ---- | ------------------ | ---- | ---------- | ------ | ---- | ---------------- |
| 1着  | エフフォーリア     | 牡3  | 横山武史   | 2:00.6 |      | 出走             |
| 2着  | タイトルホルダー   | 牡3  | 田辺裕信   | 2:01.1 | 3    | 出走             |
| 3着  | ステラヴェローチェ | 牡3  | 吉田隼人   | 2:01.1 | クビ | 出走             |
| 4着  | アドマイヤハダル   | 牡3  | C.ルメール | 2:01.2 | クビ | 出走             |
| 5着  | ヨーホーレイク     | 牡3  | 岩田望来   | 2:01.2 | クビ | 出走             |

第28回青葉賞 GII
- 東京・芝2400mで施行[5]。
- 2着以内に優先出走権が与えられる。
- 2着のキングストンボーイは、体調面が整わないことを理由にダービーを回避[6]。

| 着順 | 競走馬名           | 性齢 | 騎手       | タイム | 着差 | ダービーへの出否 |
| ---- | ------------------ | ---- | ---------- | ------ | ---- | ---------------- |
| 1着  | ワンダフルタウン   | 牡3  | 和田竜二   | 2:25.2 |      | 出走             |
| 2着  | キングストンボーイ | 牡3  | C.ルメール | 2:25.2 | ハナ | 回避             |
| 3着  | レッドヴェロシティ | 牡3  | M.デムーロ | 2:25.2 | クビ |                  |

 プリンシパルステークス L
- 東京・芝2000mで施行[7]。
- 1着馬に優先出走権が与えられる。

| 着順 | 競走馬名           | 性齢 | 騎手     | タイム | 着差     | ダービーへの出否 |
| ---- | ------------------ | ---- | -------- | ------ | -------- | ---------------- |
| 1着  | バジオウ           | 牡3  | 戸崎圭太 | 1:59.3 |          | 出走             |
| 2着  | ディオスバリエンテ | 牡3  | 石橋脩   | 1:59.5 | 1馬身1/2 |                  |
| 3着  | タイソウ           | 牡3  | 大野拓弥 | 1:59.8 | 1馬身1/2 |                  |

### その他の主な前哨戦の結果
第69回京都新聞杯 GII
- 中京・芝2200mで施行[8]。

| 着順 | 競走馬名         | 性齢 | 騎手     | タイム | 着差 |
| ---- | ---------------- | ---- | -------- | ------ | ---- |
| 1着  | レッドジェネシス | 牡3  | 川田将雅 | 2:11.2 |      |
| 2着  | ルペルカーリア   | 牡3  | 福永祐一 | 2:11.3 | 3/4  |
| 3着  | マカオンドール   | 牡3  | 浜中俊   | 2:11.5 | 3/4  |

### 人気
前日時点での1番人気はエフフォーリアで、1.8倍の圧倒的支持を受けた。続く2番人気のサトノレイナスは5.5倍で、この2頭が単勝1桁台のオッズとなった。3番人気のワンダフルタウンは10.7倍とやや離れ、上位2頭が多くの支持を集めた。特にエフフォーリアは、鞍上・横山武史のダービー史上最年少制覇への期待がかかり、サトノレイナスは2007年のウオッカ以来の牝馬ダービー制覇への期待がかかっていた。

## 出走馬

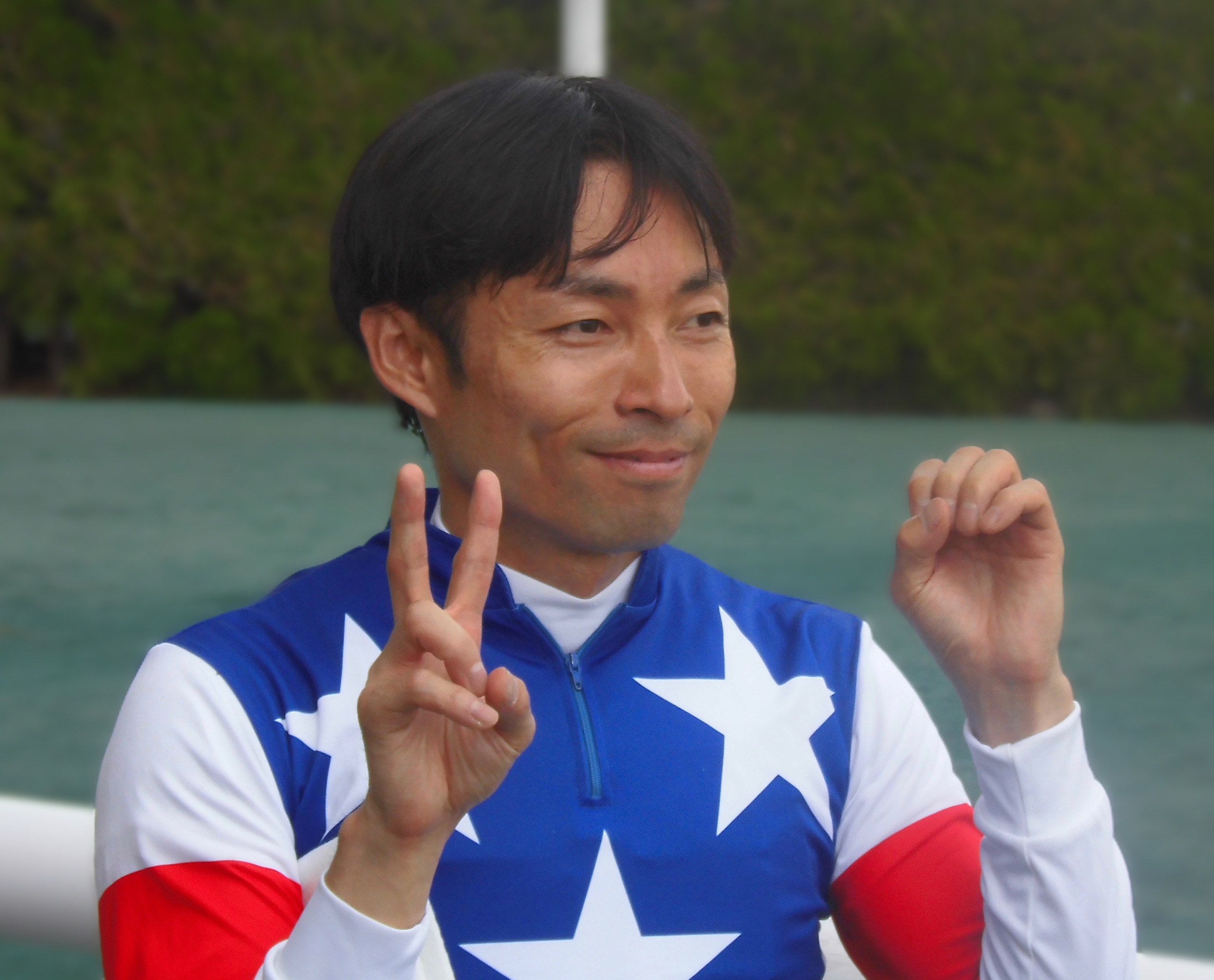
ダービー初騎乗の大野拓弥

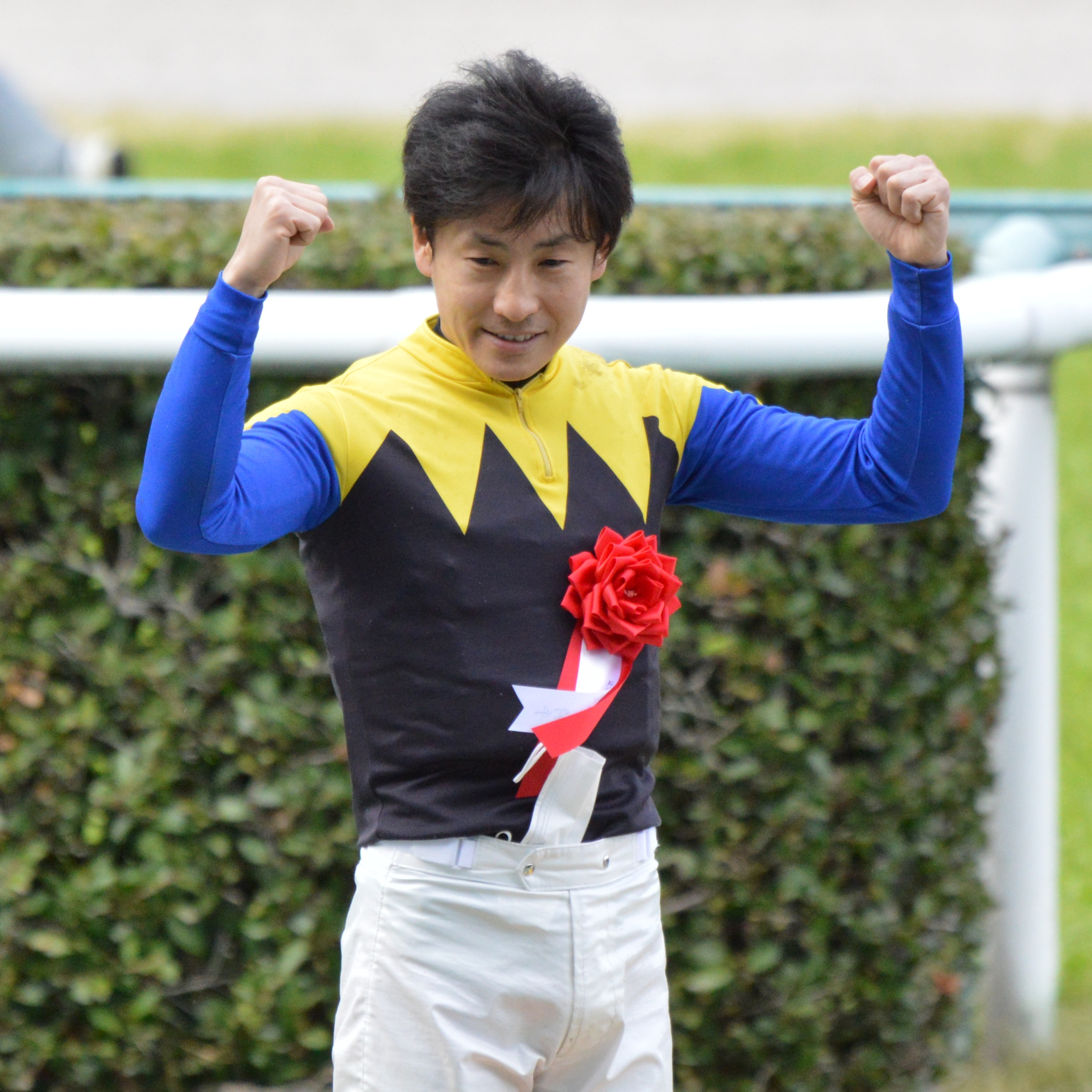
ダービー初騎乗の吉田隼人

2021年5月30日 第2回東京競馬第12日目 第11競走
発走予定時刻：15時40分
| 枠番 | 馬番 | 競走馬名           | 性齢 | 騎手 （騎乗回数）                           | 斤量 [kg] | 調教師 （所属）     | 馬主                           |
| ---- | ---- | ------------------ | ---- | ------------------------------------------- | --------- | ------------------- | ------------------------------ |
| 1    | 1    | エフフォーリア     | 牡3  | 横山武史 （2回目）                          | 57        | 鹿戸雄一 （美浦）   | （有）キャロットファーム       |
| 1    | 2    | ヴィクティファルス | 牡3  | 池添謙一 （12回目・第78回優勝）             | 57        | 池添学 （栗東）     | （株）G1レーシング             |
| 2    | 3    | タイムトゥヘヴン   | 牡3  | 石橋脩 （4回目）                            | 57        | 戸田博文 （美浦）   | DMMドリームクラブ（株）        |
| 2    | 4    | レッドジェネシス   | 牡3  | 横山典弘 （24回目・ダービー通算2勝）        | 57        | 友道康夫 （栗東）   | （株）東京ホースレーシング     |
| 3    | 5    | ディープモンスター | 牡3  | 武豊 （32回目・ダービー通算5勝）            | 57        | 池江泰寿 （栗東）   | DMNドリームクラブ（株）        |
| 3    | 6    | バジオウ           | 牡3  | 大野拓弥 （初騎乗）                         | 57        | 田中博康 （美浦）   | 鈴木剛史                       |
| 4    | 7    | グラティアス       | 牡3  | 松山弘平 （6回目）                          | 57        | 加藤征弘 （美浦）   | （株）スリーエイチレーシング   |
| 4    | 8    | ヨーホーレイク     | 牡3  | 川田将雅 （15回目・第83回優勝）             | 57        | 友道康夫 （栗東）   | 金子真人ホールディングス（株） |
| 5    | 9    | ラーゴム           | 牡3  | 浜中俊 （8回目・第86回優勝）                | 57        | 斉藤崇史 （栗東）   | 林正道                         |
| 5    | 10   | シャフリヤール     | 牡3  | 福永祐一 （22回目・ダービー通算2勝）        | 57        | 藤原英昭 （栗東）   | （有）サンデーレーシング       |
| 6    | 11   | ステラヴェローチェ | 牡3  | 吉田隼人 （初騎乗）                         | 57        | 須貝尚介 （栗東）   | 大野剛嗣                       |
| 6    | 12   | ワンダフルタウン   | 牡3  | 和田竜二 （10回目）                         | 57        | 高橋義忠 （栗東）   | 三田昌宏                       |
| 7    | 13   | グレートマジシャン | 牡3  | 戸崎圭太 （8回目）                          | 57        | 宮田敬介 （美浦）   | （有）サンデーレーシング       |
| 7    | 14   | タイトルホルダー   | 牡3  | 田辺裕信 （7回目）                          | 57        | 栗田徹 （美浦）     | 山田弘                         |
| 8    | 15   | アドマイヤハダル   | 牡3  | ミルコ・デムーロ （9回目・ダービー通算2勝） | 57        | 大久保龍志 （栗東） | 近藤旬子                       |
| 8    | 16   | サトノレイナス     | 牝3  | クリストフ・ルメール （6回目・第84回優勝）  | 55        | 国枝栄 （美浦）     | （株）サトミホースカンパニー   |
| 8    | 17   | バスラットレオン   | 牡3  | 藤岡佑介 （6回目）                          | 57        | 矢作芳人 （栗東）   | （株）広尾レース               |

出典：

## レース結果

### レース展開

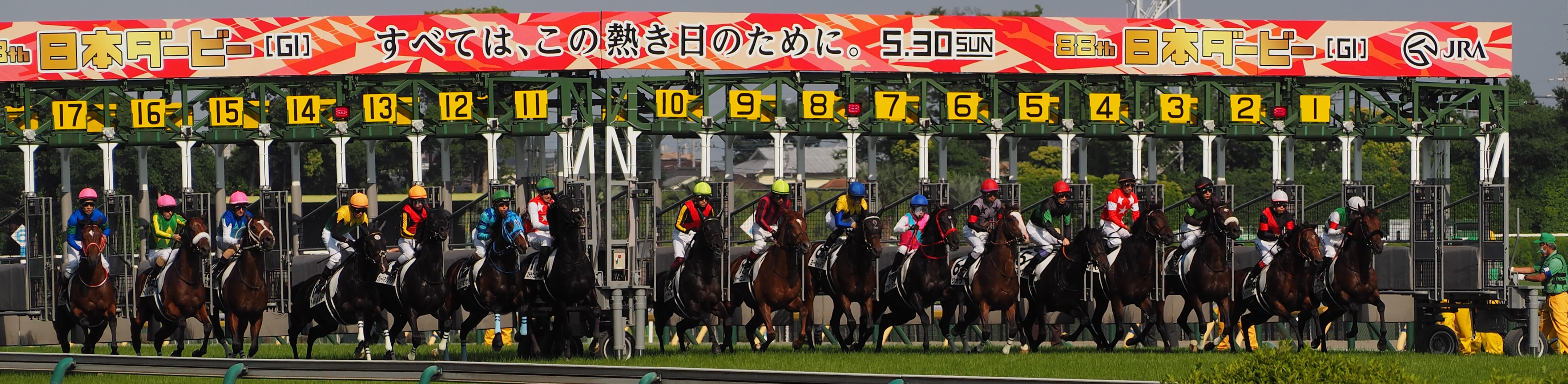
スタートの瞬間

全馬ほぼ揃ったスタートを見せると、大外枠に入ったバスラットレオンが積極的に進出、この馬がハナを切りレースを引っ張る展開となった。2番手にタイトルホルダー、3番手にグラティアスが付け、1番人気エフフォーリアも内ラチ沿い4番手の好位を追走した。2番人気サトノレイナスはエフフォーリアの外を併走、後ろでシャフリヤールやワンダフルタウン、ヨーホーレイクが位置を取った。中団後方からタイムトゥヘヴンやラーゴム、グレートマジシャンが追走し、後方からディープモンスターやステラヴェローチェ、アドマイヤハダル。馬群から少し離れた最後方にレッドジェネシスという体勢で2コーナーからバックストレッチへ向かった。
前半1000mを60秒3と、当週としてはスローペースで通過すると、中団前方に位置していたC.ルメール鞍上のサトノレイナスが3番手に進出、後方に位置していたディープモンスターが押し上げた。3コーナーから4コーナーの中間で徐々に先団馬群が固まり、直線に向くと各馬が追い出しを始めた。
直線に向くと、まずはサトノレイナスやグラティアスが先頭を争う。残り約400mで馬群が横に広がり進路が開いたタイミングでエフフォーリアが追い出しを始めると一気に先頭に立った。残り約200mではエフフォーリアが先頭、半馬身差でサトノレイナス、2馬身後ろからシャフリヤールとグレートマジシャンが追う形となった。エフフォーリアが突き抜けると思われたが、残り約100mでシャフリヤールが内に進路を取り驚異の末脚で強襲。残り約10mでシャフリヤールがエフフォーリアに並ぶと、2頭並んでゴール板を通過した。写真判定の結果、ハナ差でシャフリヤールが制した。英語実況を担当したマレー・ジョンソンはゴール後に「maybe Efforia!（おそらくエフフォーリア！）」と2回叫んだほどきわどい勝負だった。タイムは2分22秒5（良）。2019年にロジャーバローズが記録したダービーレコードを0.1秒更新した。鞍上・福永祐一は日本ダービー3勝目をマークし、武豊（1998年・1999年）・四位洋文（2007年・2008年）に次ぐ史上3人目となる日本ダービー連覇を達成した。勝ち馬は、前年のコントレイルと2年連続で「鞍上福永・ディープインパクト産駒・関西馬」の組合わせであった。
2着には10cm差で惜敗したエフフォーリア、1馬身1/4差の3着に後方から一気の末脚で追い上げたステラヴェローチェが入った。2007年のウオッカ以来14年ぶり4頭目のダービークイーンを狙ったサトノレイナスは5着に終わった。
1着争いと3着から5着争いは写真判定となり、近年稀に見る大混戦となった。

### レース着順
以下の内容はnetkeiba.comの情報に基づく
| 着順 | 枠番 | 馬番 | 競走馬名           | タイム | 着差   | 上がり3ハロン | 騎手       | 人気 |
| ---- | ---- | ---- | ------------------ | ------ | ------ | ------------- | ---------- | ---- |
| 1着  | 5    | 10   | シャフリヤール     | 2:22.5 |        | 33.4          | 福永祐一   | 4    |
| 2着  | 1    | 1    | エフフォーリア     | 2:22.5 | ハナ   | 33.4          | 横山武史   | 1    |
| 3着  | 6    | 11   | ステラヴェローチェ | 2:22.7 | 1.1/4  | 33.4          | 吉田隼人   | 9    |
| 4着  | 7    | 13   | グレートマジシャン | 2:22.7 | ハナ   | 33.6          | 戸崎圭太   | 3    |
| 5着  | 8    | 16   | サトノレイナス     | 2:22.7 | ハナ   | 34.0          | C.ルメール | 2    |
| 6着  | 7    | 14   | タイトルホルダー   | 2:23.1 | 2      | 34.3          | 田辺裕信   | 8    |
| 7着  | 4    | 8    | ヨーホーレイク     | 2:23.1 | アタマ | 33.8          | 川田将雅   | 6    |
| 8着  | 4    | 7    | グラティアス       | 2:23.1 | ハナ   | 34.4          | 松山弘平   | 10   |
| 9着  | 3    | 6    | バジオウ           | 2:23.3 | 1.1/4  | 34.0          | 大野拓弥   | 15   |
| 10着 | 6    | 12   | ワンダフルタウン   | 2:23.3 | クビ   | 34.4          | 和田竜二   | 5    |
| 11着 | 2    | 4    | レッドジェネシス   | 2:23.6 | 1.3/4  | 33.7          | 横山典弘   | 13   |
| 12着 | 5    | 9    | ラーゴム           | 2:23.7 | クビ   | 34.5          | 浜中俊     | 16   |
| 13着 | 2    | 3    | タイムトゥヘヴン   | 2:23.8 | 3/4    | 34.3          | 石橋脩     | 17   |
| 14着 | 1    | 2    | ヴィクティファルス | 2:24.3 | 3      | 35.4          | 池添謙一   | 14   |
| 15着 | 8    | 17   | バスラットレオン   | 2:25.4 | 7      | 36.8          | 藤岡佑介   | 12   |
| 16着 | 3    | 5    | ディープモンスター | 2:25.7 | 1.3/4  | 36.8          | 武豊       | 7    |
| 17着 | 8    | 15   | アドマイヤハダル   | 2:26.0 | 1.3/4  | 37.1          | M.デムーロ | 11   |

### データ
| ハロンタイム        | 12.2 - 10.6 - 12.2 - 13.0 - 12.3 - 12.4 - 12.8 - 11.7 - 11.4 - 11.5 - 10.8 - 11.6 |
| 上がり4ハロン       | 45秒3                                                                             |
| 上がり3ハロン       | 33秒9                                                                             |
| 優勝馬上がり3ハロン | 33秒4                                                                             |
| 上がり最速          | 33秒4（シャフリヤール・エフフォーリア・ステラヴェローチェ）                       |

## 達成された記録
- 福永祐一は騎手として武豊[注 1]・四位洋文[注 2]に次いで史上3人目のダービー連覇、武豊（当時5勝）[注 3]に次いで史上2人目のダービー3勝
- ディープインパクトは種牡馬として史上最長となるダービー4連覇[注 4]、トウルヌソル・サンデーサイレンスを抜いて最多となる7度目のダービー制覇[注 5]。
- 勝ちタイム2:22.6は2年前のロジャーバローズを上回るダービーレコード[注 6]
  - 翌年にドウデュースが2:21.9で更にレースレコードを更新したが、2024年現在も勝ちタイムとしては同レース史上2位[注 7]

## 払戻金
|        | 馬番／枠番  | 人気 | 金額（円） |
| ------ | ----------- | ---- | ---------- |
| 単勝   | 10          | 4    | 1,170      |
| 複勝   | 10          | 3    | 270        |
| 複勝   | 1           | 1    | 120        |
| 複勝   | 11          | 10   | 550        |
| 枠連   | 1 - 5       | 5    | 1,020      |
| 馬連   | 1 - 10      | 2    | 1,010      |
| 馬単   | 10 → 1      | 12   | 3,360      |
| ワイド | 1 - 10      | 3    | 450        |
| ワイド | 10 - 11     | 40   | 3,880      |
| ワイド | 1 - 11      | 10   | 1,030      |
| 3連複  | 1 - 10 - 11 | 28   | 8,800      |
| 3連単  | 10 → 1 → 11 | 181  | 58,980     |

### 当日のWIN5（5重勝単勝式）
- 発売票数：8,626,715票
- 発売総額：862,671,500円
- 的中票数：134票
- 払戻金：4,506,490円

| 対象順          | 1                             | 2                               | 3                               | 4                               | 5                           |
| --------------- | ----------------------------- | ------------------------------- | ------------------------------- | ------------------------------- | --------------------------- |
| 競走順          | 東京第9競走                   | 中京第9競走                     | 東京第10競走                    | 中京第10競走                    | 東京第11競走                |
| 競走名          | 薫風S                         | 香嵐渓特別                      | むらさき賞                      | 安土城S                         | 第88回東京優駿              |
| 条件            | ダート1600m 3勝クラス         | ダート1900m 2勝クラス           | 芝1800m 3勝クラス               | 芝1400m オープン リステッド競走 | 芝2400m オープン            |
| 単勝人気        | 5番人気                       | 1番人気                         | 2番人気                         | 3番人気                         | 4番人気                     |
| 勝利馬 （鞍上） | メイショウハリオ （横山和生） | ハヤブサナンデクン （川又賢治） | ジュンライトボルト （川田将雅） | クリノガウディー （岩田康誠）   | シャフリヤール （福永祐一） |
| 馬番            | 12                            | 4                               | 10                              | 9                               | 10                          |
| 残票数          | 249,703票                     | 72,327票                        | 10,413票                        | 1,608票                         | 134票                       |

## テレビ・ラジオ中継
本レースのテレビ・ラジオ放送の実況担当者並びに放送体制。NHK局員の勤務局及び民放各社社員の役職、その他出演者の肩書は開催日当時のものである。
実況担当者
- 日本放送協会（NHK競馬中継）[16]：稲垣秀人（大津放送局、ダービー初実況）
  - パドック実況：小宮山晃義（NHKグローバルメディアサービス）
  - 番組司会：高木修平（協会本部メディア総局アナウンス室）
  - 解説：鈴木康弘（日本調教師会名誉会長）
- ラジオNIKKEI（中央競馬実況中継）：小塚歩（東京本社スポーツ情報部担当部長、2回目）[17]
  - 番組内ゲスト：Machico（歌手・声優）[18]
- フジテレビ（みんなのKEIBA）[19]：福原直英（アナウンス室副部長、4回目）
  - 解説：松本ヒロシ（競馬エイト・トラックマン）
  - パドック実況：酒主義久
  - 番組司会：DAIGO・佐野瑞樹（アナウンス室バラエティ担当部長）、堤礼実
  - 番組内コメンテーター：井崎脩五郎（競馬評論家）・細江純子（元JRA騎手）
  - 番組内ゲスト：山本昌（スポーツコメンテーター）・佐々木主浩（日本プロ野球名球会理事）
- ニッポン放送（土田晃之 日曜のへそ・第2部）：小永井一歩（同社スポーツ部、ダービー初実況）
- アール・エフ・ラジオ日本（ラジオ日本 日曜競馬実況中継）：矢田雄二郎
- TBSラジオ（爆笑問題の日曜サンデー内コーナー「田中裕二のサンデー競馬小僧」）：藤森祥平
- 文化放送（スポスタ☆MIX ZONE）：長谷川太

他社局利用番組
- BSフジ（BS SUPER KEIBA）
  - 番組司会：青嶋達也（フジテレビ編成局アナウンス室スポーツ統括担当部長）・小澤陽子
  - 番組内ゲスト：鈴木淑子（競馬ジャーナリスト）
  - 解説：椋木宏（競馬エイト）
- 東海テレビ（KEIBA BEAT）
  - 番組司会：蛍原徹（雨上がり決死隊）・恒川英里（東海テレビアナウンサー）
  - 番組内ゲスト：鷲見玲奈
  - 解説：黒柳勝博（中日スポーツ）